# Sexshow

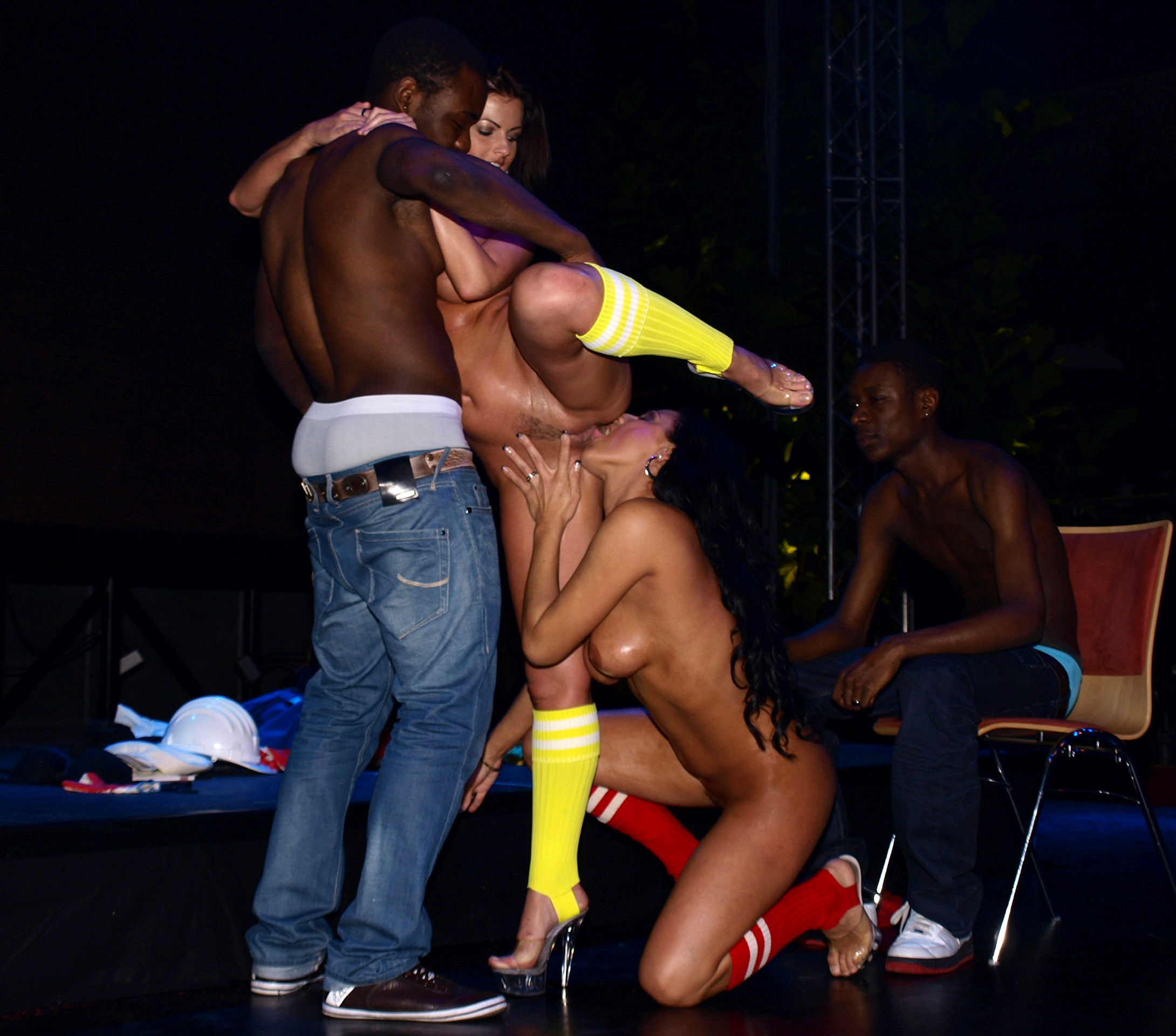
"Girl on girl"-show i Österrike.

En sexshow eller live-show (är en form av uppträdande där en eller flera personer har sexuella aktiviteter på en scen och inför publik. Sexaktörerna, som är en form av sexarbetare, kan få betalt av organisationen som arrangerar tillställningen, av publiken som de uppträder inför eller en kombination. Skillnaden mellan striptease och sexshow är att det förra handlar om erotisk dans och avklädning, medan det senare fokuserar på explicita sexuella scener. En sexshow som spelas in och sprids i tryckt eller annan form blir pornografi. Sexshower är förbjudna i Sverige sedan 1982.

## Funktion
En sexshow kan inkludera verkliga eller simulerade sexuella handlingar med en eller flera personer. Den kan utföras för en synlig eller osynlig publik. Under Internetåldern har shower som distribueras via webbkamera och över Internet (webbkameramodellande) blivit allt vanligare.
Aktörerna kan få betalt av organisationen som arrangerar tillställningen, av publiken som de uppträder inför eller en kombination. Skillnaden mellan striptease och sexshow är att det förra handlar om erotisk dans och avklädning, medan det senare fokuserar på explicita sexuella scener. En sexshow som spelas in och sprids i tryckt eller annan form blir pornografi.
En sexshow kan ha en publik som är dold från scenen. I så fall brukar man tala om en peepshow, där åskådarna sitter i enskilda bås. I Internetåldern har webbkameramodellandet vuxit fram som erotisk näringsgren, och den fungerar i praktiken som en peepshow över webbkamera och datorn.
Sexshowen särskiljs från andra erotiska aktiviteter som striptease, poledance och lapdance, genom att liveshowen i regel är mer explicit sexuell. Det är en scenföreställning där ingen närkontakt sker med publiken/kunden, vilket skiljer den från fysisk prostitution. På detta sätt är relationen mellan utövare och mottagare mer lik pornografiskt framställande, fast i realtid och utan möjlighet till efterredigering av innehållet/framförandet.
Det finns överlappningar med andra typer av sexarbete. Således kan prostituerade i de länder där det är lagligt även arbeta med sexshower, och en strippklubb kan även erbjuda Sexshow. En prostituerad kan utöva sexuella tjänster med en annan prostituerad, för en betalande kund.

## Bakgrund och historik
Ordet live-show är hämtat från engelskans motsvarighet, bildad utifrån live och show. Syftningen är på en föreställning som händer direkt och inte presenteras som en efterhandssändning (typ som en visning av en pornografisk film). Ordet finns i svensk skrift sedan 1973; pornografin hade legaliserats i Sverige två år tidigare, och det grundades under 1970-talet en stor mängd porrklubbar i främst stadsmiljöer. 1982 förbjöds sådana shower i Sverige, medan det fortfarande är lagligt i en del andra länder.